# Киргизфильм
«Киргизфильм» («Кыргызфильм») — киностудия художественных, документальных и мультипликационных фильмов, расположенная в Бишкеке (Фрунзе). Основана в 1941 году.

## История
Была создана в 1941 году на базе корпункта Узбекского государственного фотокинотреста («Узбеккино») и сначала называлась Фрунзенская студия кинохроники (с 1956 года — Фрунзенская студия художественных и хроникально-документальных фильмов). Нынешнее название получила в 1961 году.
Вопреки планам послевоенной пятилетки киностудия в Киргизии в первые послевоенные годы не работала.
В 1960—1970-х на «Киргизфильме» были экранизированы многие произведения Чингиза Айтматова. С экранизаций Айтматова здесь начинали режиссёрскую карьеру Лариса Шепитько («Зной»), Андрей Кончаловский («Первый учитель»). В дальнейшем на студии работали местные режиссёры: Болотбек Шамшиев («Выстрел на перевале Караш», «Белый пароход», «Восхождение на Фудзияму», «Волчья яма») и Толомуш Океев («Красное яблоко», «Потомок белого барса»). В 1972 году Болот Шамшиев снял «Алые маки Иссык-Куля» — один из образцов так называемого истерна. Альгимантас Видугирис снял такие художественные фильмы как «Мужчины без женщин», «Катастрофу не разрешаю», другие документальные фильмы. С именем этих трёх кинорежиссёров (Океева, Шамшиева, Видугириса) связывают феномен «киргизского чуда» — период расцвета киностудии «Киргизфильм».
Постановлением Правительства Кыргызской Республики № 695 от 13 сентября 1994 года в Кыргызстане установлен профессиональный праздник — День киргизского кино, который отмечается 17 ноября.
В 2018 году киностудия получила гран-при класса «А» на международном фестивале за картину режиссера Темира Бекназарова «Ночная авария».
В настоящее время киностудия Киргизфильм названа в честь кинорежиссёра Толомуша Океева.

## Кинофильмы
- 1955 — Салтанат, совместно с Мосфильмом
- 1957 — Легенда о ледяном сердце, совместно с Мосфильмом
- 1957 — Моя ошибка
- 1958 — Далеко в горах
- 1959 — Токтогул
- 1959 — Чолпон — утренняя звезда, совместно с Ленфильмом
- 1960 — Девушка Тянь-Шаня
- 1960 — Песня Салимы
- 1961 — Перевал
- 1963 — Зной
- 1963 — Улица космонавтов
- 1964 — Джура
- 1964 — Молитва, короткометражный
- 1964 — Трудная переправа
- 1965 — Пауза короткометражный фильм
- 1965 — Первый учитель, совместно с Мосфильмом
- 1965 — У каждого своя дорога
- 1966 — Небо нашего детства
- 1966 — Самая послушная
- 1967 — Материнское поле
- 1968 — Джамиля, совместно с Мосфильмом
- 1968 — Замки на песке
- 1969 — Выстрел на перевале Караш
- 1969 — Засада
- 1969 — Квартирант
- 1970 — Это не беда (другое название — «Приключения счастливого человека»)
- 1972 — Алые маки Иссык-Куля
- 1972 — Поклонись огню (другое название — «Уркуя»)
- 1972 — Улица (оригинальное название — «Көчө»)
- 1972 — У старой мельницы
- 1972 — Солдатёнок, короткометражный телефильм подразделения студии «Киргизтелефильм»
- 1972 — Очкарик художественный телефильм подразделения студии «Киргизтелефильм»
- 1973 — Бурма, короткометражный
- 1973 — Водопад
- 1973 — Сюда прилетают лебеди
- 1974 — Улыбка на камне (оригинальное название — «Ташка баткан элестер»)
- 1974 — Эхо любви
- 1974 — Сказка о Человеке, Колесе и Чинаре
- 1975 — Арман (фильм)
- 1975 — Белый пароход
- 1975 — Дорога в Кара — Кийик
- 1976 — Зеница ока
- 1975 — Красное яблоко
- 1976 — Солнечный остров
- 1976 — Поле Айсулу
- 1977 — Ошибка
- 1977 — Среди людей, совместно с Ленфильмом
- 1977 — Три дня в июле
- 1977 — Улан
- 1978 — Каныбек
- 1978 — Квартет
- 1979 — Как пишется слово Солнце (другое название — «Аманат»)
- 1979 — Процесс
- 1979 — Ранние журавли
- 1980 — Весенние каникулы
- 1980 — Деревенская мозаика, короткометражный
- 1980 — Золотая осень
- 1980 ― Расставаясь с детством
- 1980 — Случай в ресторане, короткометражный
- 1981 — Дела земные
- 1981 — Мужчины без женщин
- 1981 — Провинциальный роман
- 1981 — Улыбка
- 1982 — Мастерская
- 1982 — Не ищи объяснения
- 1982 — Тринадцатый внук
- 1983 — Волчья яма
- 1984 — Лестница в доме с лифтом
- 1984 — Потомок белого барса
- 1984 — Удержись в седле
- 1984 — Первый
- 1985 — Через две весны
- 1985 — Лунная ведьма
- 1985 — Волны умирают на берегу
- 1986 — Бег в запуске
- 1986 — Верить и знать
- 1986 — Катастрофу не разрешаю
- 1986 — Миражи любви (СССР — Сирия)
- 1987 — Дилетант
- 1987 — Плач перелётной птицы
- 1987 — Приехал внук из города
- 1987 — Расплата, короткометражный
- 1987 — Священный очаг
- 1988 — Восхождение на Фудзияму
- 1988 — Пейзаж глазами спринтера
- 1988 — Приют для совершеннолетних
- 1988 — Сошлись дороги
- 1989 — Гибель во имя рождения
- 1989 — Долина предков
- 1989 — Заговор
- 1989 — Кербез. Неистовый беглец (другое название — «Токтогул»)
- 1989 — Нокдаун
- 1989 — Преследование
- 1990 — Каменный плен
- 1991 — Аномалия
- 1991 — Буранный полустанок (другое название — «Буранный бекет»
- 1991 — Млечный путь
- 1991 — НСП (другое название — «Пятнадцатый камень»)
- 1991 — Печать Сатаны
- 1991 — Плакальщица
- 1991 — Я не хочу так больше жить
- 1992 — Будь, что будет
- 1992 — Выстрел в степи
- 1993 — Джамиля (Киргизия — Германия, оригинальное название — «Jamilya»)
- 1995 — Вселенная Манаса
- 1998 — Бешкемпир
- 2001 — Маймыл
- 2001 — Санжира (Россия — Киргизия, короткометражный
- 2002 — Аил Окмоту
- 2003 — Брат мой шёлковый путь
- 2003 — Плач матери о Манкурте
- 2003—2004 — Юридическая консультация, телефильм, 24 серии
- 2004 — Бурная река, безмятежное море
- 2004 — Облако
- 2005 — Райские птицы
- 2005 — Окуя
- 2005 — Любовь, как испытание
- 2006 — Штиль
- 2006 — Молоко
- 2006 — Граница
- 2006 — Зимой
- 2006 — Ата
- 2007 — Чтение Петрарки
- 2007 — Помни и живи
- 2008 — Неизвестный маршрут
- 2009 — Бешик
- 2009 — Влюблённый вор
- 2011 — Бакыт
- 2011 — Саз
- 2011 — Старик
- 2012 — Принцесса Назик
- 2014 — Топурак
- 2016 — Завещание отца
- 2017 — Жизнь
- 2019 — Чек арада

## Мультипликационные фильмы
Первый мультфильм, снятый на «Киргизфильме», появился в 1977 году, когда при киностудии была создана творческая группа по мультипликаторов. Её возглавил художник Сагынбек Ишенов. Примерно через год после обретения мультгруппой официального статуса им был поставлен первый в истории киргизского кино десятиминутный рисованный фильм «Цифры спорят».
В разные годы в группе работали мультипликаторы Д. Алаев, Б. Жумалиев, С. Асфандиярова. М. Кожахметов, Т. Мусакеев, К. Ниязалиев, Г. Солтобаева, В. Белов, У. Жайлобаев, Т. Мусакеев, А. Торобеков и другие. К первой половине 1990-х годов киностудия перестала регулярно выпускать мультфильмы, а творческая группа распалась.
- 1977 — Цифры спорят
- 1979 — Олокон
- 1980 — Два зайчонка
- 1980 — Старик Меке и чёрный великан
- 1980 — Узорная сказка
- 1982 — Портрет
- 1983 — Пещера дракона
- 1983 — Толубай — знаток скакунов (оригинальное название «Толубай Сынчы»)
- 1983 — Три храбреца
- 1984 — Волшебный бальзам
- 1984 — Как сын спас отца (оригинальное название — Карысы барунн ырысы бар)
- 1984 — Хромой
- 1985 — Верблюжонок Ботолой
- 1985 — Бодливый
- 1985 — Человек сильнее крепости
- 1986 — Ох, уж эти родители… (оригинальное название — «Онорунду озун тап»)
- 1986 — Театр шута Рустама
- 1987 — Коокор — кожаный сосуд
- 1987 — Ночное приключение
- 1987 — Суперпудель
- 1988 — Плывущее яблоко
- 1989 — Акын
- 1989 — Моление о пречистой птице
- 1989 — Один день
- 1989 — Плётка
- 1990 — Предание давних лет
- 1991 — Лягушка и змея
- 1991 — Жадный паук
- 1991 — Этюд
- 1991 — Сандык
- 1992 — Тонгой
- 1993 — Жагалым
- 2017 — Сила в единстве
- 2018 — Как мальчик спас свой город